# Швиловзе (општина)
Швиловзе (њем. Schwielowsee) општина је у њемачкој савезној држави Бранденбург. Једно је од 38 општинских средишта округа Потсдам-Мителмарк. Према процјени из 2010. у општини је живјело 10.011 становника. Посједује регионалну шифру (AGS) 12069590.

## Географски и демографски подаци
Швиловзе се налази у савезној држави Бранденбург у округу Потсдам-Мителмарк. Општина се налази на надморској висини од 68 метара. Површина општине износи 58,2 km². У самом мјесту је, према процјени из 2010. године, живјело 10.011 становника. Просјечна густина становништва износи 172 становника/km².